# Islas Carteret
Las islas Carteret (también conocidas como atolón Carteret, o islas/atolón Tulun o Kilinailau) son unas islas del Pacífico Sur pertenecientes a Papúa Nueva Guinea que se localizan a 86 km al noreste de la isla Bougainville. El atolón tiene un rosario de islas dispersas de baja altitud (llamadas Han, Jangain, Yesila, Yolasa y Piul) en forma de herradura que se extienden unos 30 km en dirección norte-sur, con una superficie total de solamente 0,6 km² y una elevación máxima de 1,5 m sobre el nivel del mar.
El grupo está formado por islas que colectivamente llevan el nombre del navegante británico Philip Carteret, que fue el primer europeo que las descubrió al llegar a ellas en 1767 en la corbeta HMS Swallow [Golondrina]. En 2005 alrededor de un millar de personas vivían en las islas. Han es la isla más importante, siendo las otras pequeños islotes alrededor del lagoon. El principal asentamiento está en Weteili, en la isla Han. La isla está cerca del borde de la gran formación geológica llamada placa Ontong Java.
Debido al aumento del nivel del mar está previsto el realojo de sus habitantes, siendo considerados por ello los primeros refugiados mediambientales del mundo.

## Historia
Cuando en 1830 el estadounidense Benjamin Morrell visitó el grupo en la goleta en la Antártida, algunas islas ya tenían una población nativa que producía varios cultivos. Una pequeña isla de la parte noreste del atolón estaba deshabitada y se encontraba cubierta por grandes árboles. Con la aprobación de los gobernantes de la zona, la tripulación de Morrell inició una construcción en la esquina suroeste de la isla, con la intención de recoger caracoles, carne y nidos comestibles de aves para el mercado chino. Partieron después de sufrir un ataque fatal en sus hombres, Morrell bautizó las islas como las islas Massacre.
Los alimentos básicos que habían sido cultivados eran el taro y el coco y la pesca mantenía al pueblo. El área había estado habitada desde hacía unos 1.000 años antes del contacto con los europeos alrededor de 1880, cuando el comercio de copra y otras actividades alteraron su economía y costumbres. La población isleña creció rápidamente en los primeros años 1900 y el hacinamiento en la década de 1930 provocó una disminución de la misma. La escasez de alimentos desde la década de 1960, en los últimos tiempos causada por las pesquerías comerciales internacionales, causó el reasentamiento de algunos isleños en la zona de Kuveria de Bougainville, desde 1984 hasta finales de los 1980. En la década de 1990 los isleños fueron identificados como refugiados económicos. A pesar de que el taro ha sido una cosecha cultivada plantada en áreas anegadas, en el año 2002 había sido olvidada por un líder de la isla, que se quejó de que el taro silvestre no crecía más.

## Isleños de las Carteret

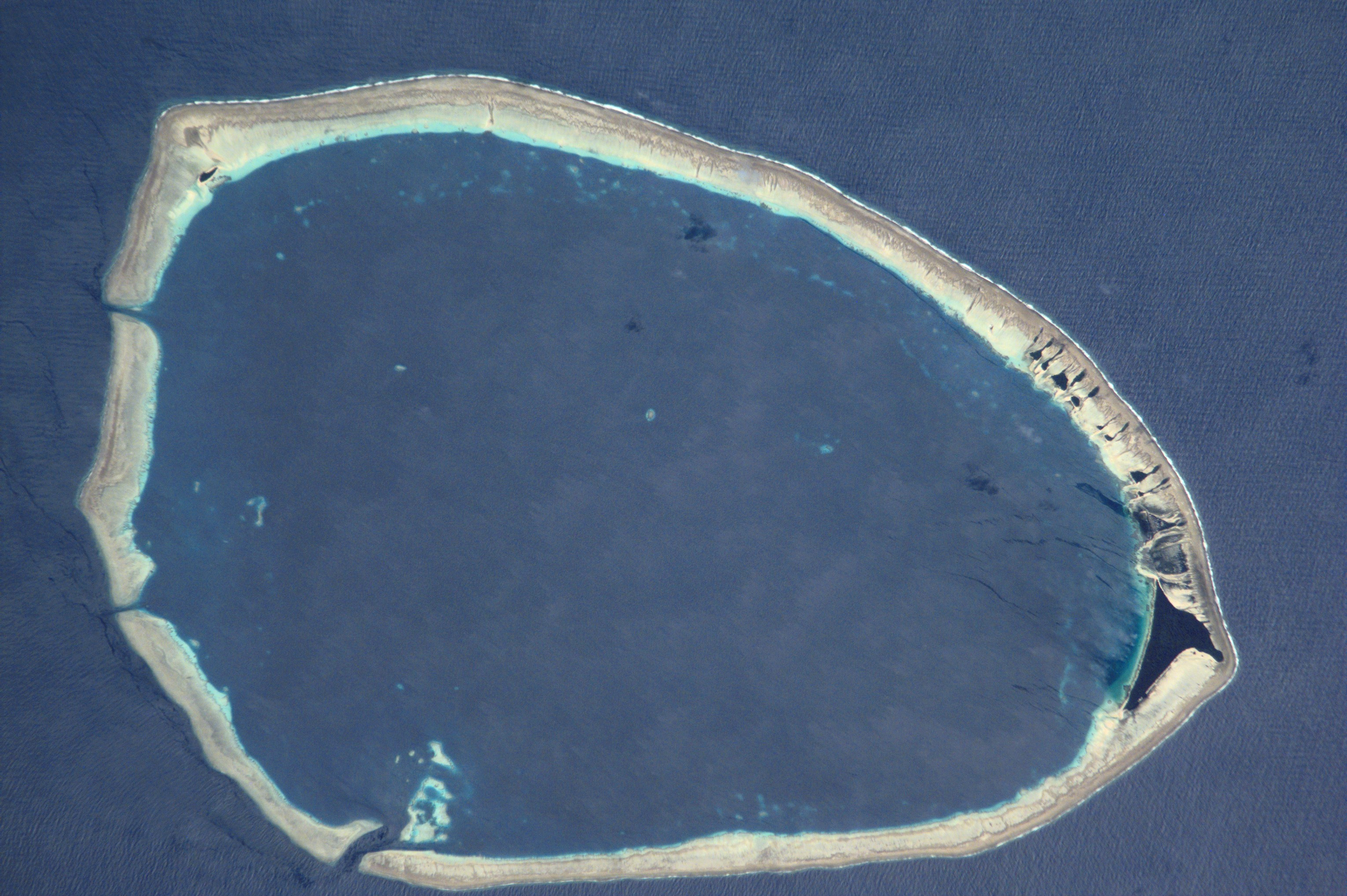
Imagen de astronauta de la NASA del atolón Takuu, Papúa Nueva Guinea

Los habitantes de las islas Carteret son una comunidad de habla Halia estrechamente relacionados con la población de Hanhan Bay, en la cercana isla de Buka. Son gente de piel oscura con costumbres muy similares a los de la Buka, aunque con algunas adaptaciones importantes causadas por el medio ambiente del atolón. Los isleños de Carteret se llaman a sí mismos los tuluun.
Al igual que los grupos halia, hakö, selau y solos de Buka y Bougainville, los tuluun cuentan la descendencia por línea materna. Se organizan principalmente en dos grupos, los Nakaripa y los Naboen. A diferencia de un verdadero sistema de organización dual, los Nakaripa y Naboen no son exogámicos en la práctica, a pesar de que se informa generalmente de una fuerte preferencia por la exogamia. La exogamia es importante en la organización del poder político. Los jefes masculinos y femeninos tratan de organizar matrimonios transversales, siendo la razón principal de ello que la legitimación del poder de los jefes requiere la participación de la mitad opuesta.
La tradición oral recoge que las islas Carteret estaban originalmente habitadas por un grupo de Polinesia estrechamente relacionado con los nukumanu, o isleños Mortlock. Las islas fueron descubiertas por una expedición de pesca desde Hahalis. Según la tradición halia, el primer intento de llegar a las islas tenía intención pacífica, pero terminó con la masacre de la expedición halia. El Munihil, o jefe supremo de la bahía Hanahan, organizó entonces una gran flotilla de canoas para atacar a la población polinesia y conquistar las islas. Por el contrario, los isleños Mortlock sostienen que los halia montaron un ataque por sorpresa a sangre y muerte para eliminar a sus familiares.
La información genealógica sugiere que la invasión halia tuvo lugar en el siglo XVIII. Philip Carteret informó de que la población tenía piel oscura.

## Condiciones físicas del atolón
Al igual que muchos otros atolones del océano Pacífico, éste es de muy baja altitud y su principal componente, el coral, tiene que estar cubierto por el agua la mayor parte del tiempo. La tierra es creada por el océano cuando algo de vegetación, como una palma de coco o brotes de manglar, enraiza en las partes más profundas de los arrecifes. Un árbol lleva a una acumulación ligera de arena de coral alrededor de su base. Esto conduce a más árboles (palmeras) y crece el tamaño de los islotes individuales en el arrecife. Durante el largo período de tiempo en que las islas progresan desde el borde del mar del atolón hacia el lagoon cuando la arena es llevada por el viento y depositada en la orilla más tranquila. Es fácil determinar la dirección de los vientos dominantes observando la posición y condición de los islotes en el arrecife.
Las palmas o árboles que quedan al descubierto en las tormentas suelen morir al perder el enraizamiento en la arena al final de la temporada de tormentas. A veces, islotes completos se desmoronan.
La gente vive en la isla o islas más grandes formadas alrededor del atolón y viajan de ida y vuelta a los más pequeños caminando a pie por el arrecife durante la marea baja o en pequeñas canoas. Gran parte del taro se cultiva fuera de las islas habitadas. Esta a menudo es muy vulnerable a la inundación de agua salada, pero al estar lejos de la zona habitada está protegida de la contaminación de residuos humanos.

## Inundaciones
En noviembre de 2005 se informó ampliamente que las islas se habían convertido progresivamente en inhabitables, con una estimación de su inmersión total en 2015. Los isleños han batallado más de veinte años, [cita requerida] construyendo un malecón y plantando manglares. Sin embargo, las tormentas y las mareas altas continúan lavando las casas, destruyendo los huertos y contaminando los suministros de agua dulce. La cobertura arbórea natural en la isla también está siendo afectada por la incursión de agua salada en el agua dulce.
Pablo Tobasi, gerente de distrito de los atolones de la región autónoma de Bougainville, y muchos otros grupos ambientalistas han sugerido que la inundación es el resultado de la subida del nivel del mar asociada al calentamiento global. También declaró que las pequeñas olas mareales eran cada vez más frecuente.
Aquellos convencidos de que las islas se están hundiendo, pero que no debido al aumento del nivel del mar, también proponen que «un cierto agotamiento del acuífero de agua dulce también puede contribuir al hundimiento», pero no explican cómo el agotamiento de ese acuífero puede ser significativo en una isla que no está más de 1,5 m más alta que el nivel del mar. También el Dr. Ray aduce que «la región también es tectónicamente activa y la subsidiencia de tierra es una posibilidad real». Sin embargo, las islas Carteret se encuentran en la placa del Pacífico, situada al este y por encima de donde la placa del mar de Salomón se subduce por debajo de ella. Esto significa que si la placa tectónica de las islas Carteret se está moviendo (inclinándose) verticalmente en relación con el nivel del mar donde se encuentran las islas, la placa tiende a inclinarse hacia arriba, no hacia abajo —suponiendo que este movimiento no tiene ningún efecto mensurable sobre el propio nivel del mar. Esta es una consideración técnica relacionada con la forma en que un terremoto muy grande (un movimiento o inclinación de una placa tectónica) puede causar un cambio suficiente en la distribución de la masa de la rotación de la Tierra y, por lo tanto, del centro de masa de la Tierra- y por lo tanto que el nivel del mar puede cambiar sensiblemente con respecto a algunas tierras (pero no todas) (véase el terremoto del océano Índico de 2004). Sin embargo, desde el satélite Jason los efectos reales de incluso este pequeño cambio, tal como un cambio en el achatamiento de la superficie del océano a lo largo de la curvatura de la Tierra, puede ser claramente resuelto, ya que es exactamente lo que el satélite Jason está haciendo cuando cartografía las variaciones del nivel del mar causadas por las variaciones del campo gravitatorio.
Fred Terry, director del Proyecto de Desarrollo de las Naciones Unidas en Bougainville, dijo que la destrucción de los arrecifes en Carteret con dinamita podría ser la causa de las inundaciones en las Islas Carteret.

## Traslado en curso
El 25 de noviembre de 2003, el gobierno de Papúa Nueva Guinea autorizó la evacuación total, financiada por el gobierno, de las islas, 10 familias a la vez; la evacuación se espera que esté terminada el año 2007, pero el acceso a la financiación ha causado numerosos retrasos.
En octubre de 2007 se anunció que el gobierno de Papúa Nueva Guinea proporcionaría dos millones de kina (USD $ 736.000) para comenzar el traslado, que sería organizado por Tulele Peisa de Buka, Bougainville. Cinco hombres de la isla se trasladaron a Bougainville a principios de 2009, que construyó algunas casas y plantó cultivos para que sus familias los siguieran. Se tiene previsto llevar a otras 1.700 personas durante los próximos cinco años. Sin embargo, no ha habido una evacuación a gran escala que parece se realizara a partir del noviembre de 2011.
La CNN ha informado de que los isleños de Carteret serán la primera comunidad isleña del mundo sometida a un traslado organizado, en respuesta a los crecientes niveles del mar. Los habitantes de Carteret están siendo considerados en el mundo los primeros refugiados ambientales.
En 2017, la Embajada de Finlandia en Canberra, que está involucrada en un proyecto de ayuda, informó que a pesar de los esfuerzos de reubicación, hay más personas que nunca viviendo en el atolón, y el atolón prácticamente ha duplicado su población.